# Cantón de Santa Cruz
Cantón de Santa Cruz är en kanton i Costa Rica.   Den ligger i provinsen Guanacaste, i den västra delen av landet, 180 km väster om huvudstaden San José. Antalet invånare är 55 104. Arean är 1 312 kvadratkilometer.
Terrängen i Cantón de Santa Cruz är huvudsakligen kuperad, men åt nordost är den platt.